# Svenska S:t Mikaelskyrkan i Tallinn
Svenska S:t Mikaelskyrkan i Tallinn (estniska: Rootsi-Mihkli kirik) är en kyrka i Tallinn, Estland. 
Kyrkan var ursprungligen en del av S:t Mikaelsklostret i Tallinn. Efter att klostrets verksamhet upphört, tillföll kyrkan 1631 den svenska församlingen i Tallinn. År 1716 beslagtogs kyrkan av den ryska generalguvernören, som lät omvandla den till en rysk-ortodox garnisonskyrka. Under perioden som Estland var en del av Sovjetunionen användes kyrkan som idrottslokal. 
Kyrkan tillhör idag Svenska S:t Mikaelsförsamlingen i Tallinn, som huvudsakligen består av estlandssvenskar. Församlingen tillhör Estlands evangelisk-lutherska kyrka, men har verksamhet på svenska och en svensk kyrkoherde anställd.

## Bilder

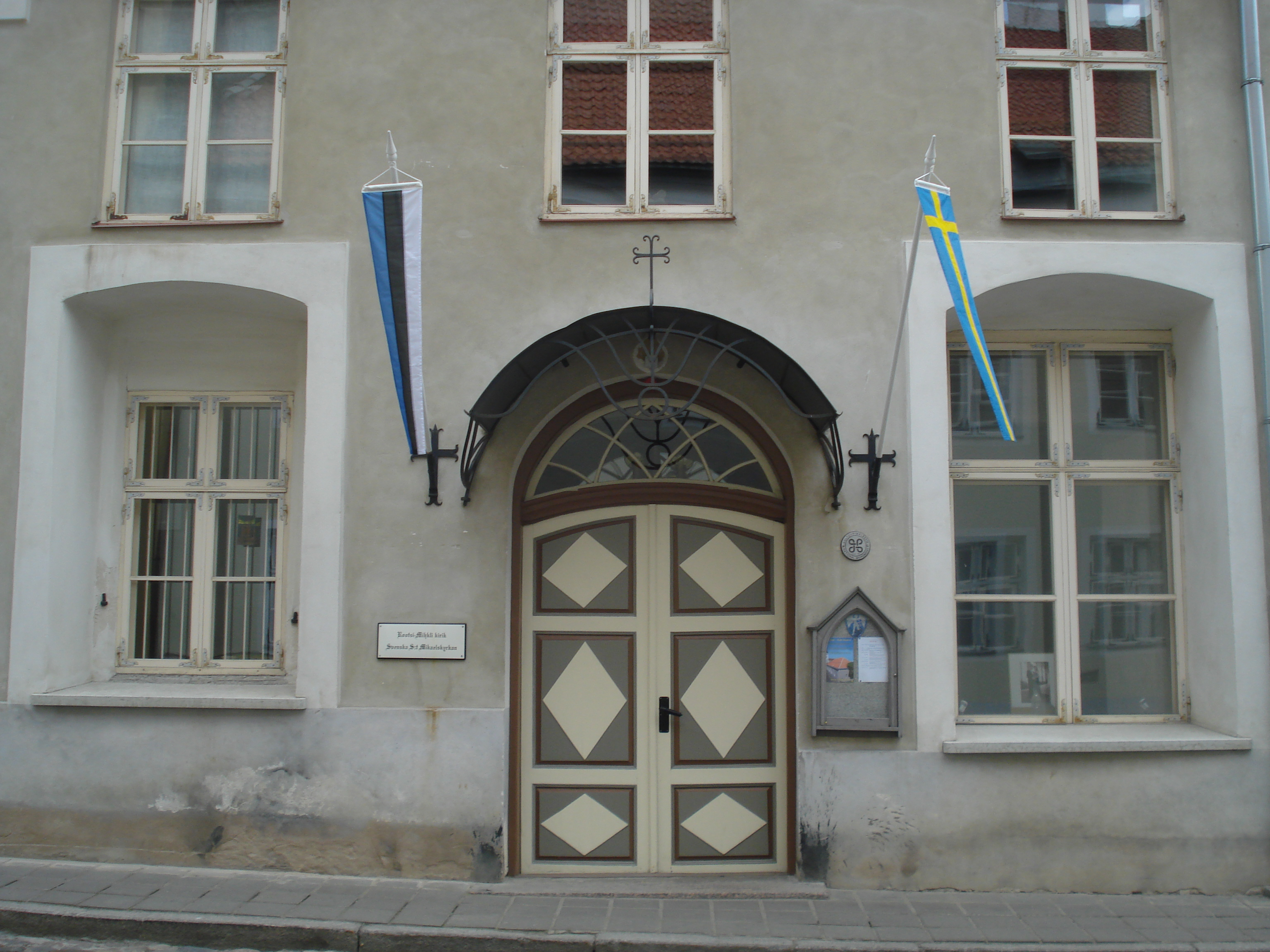
Ingång.
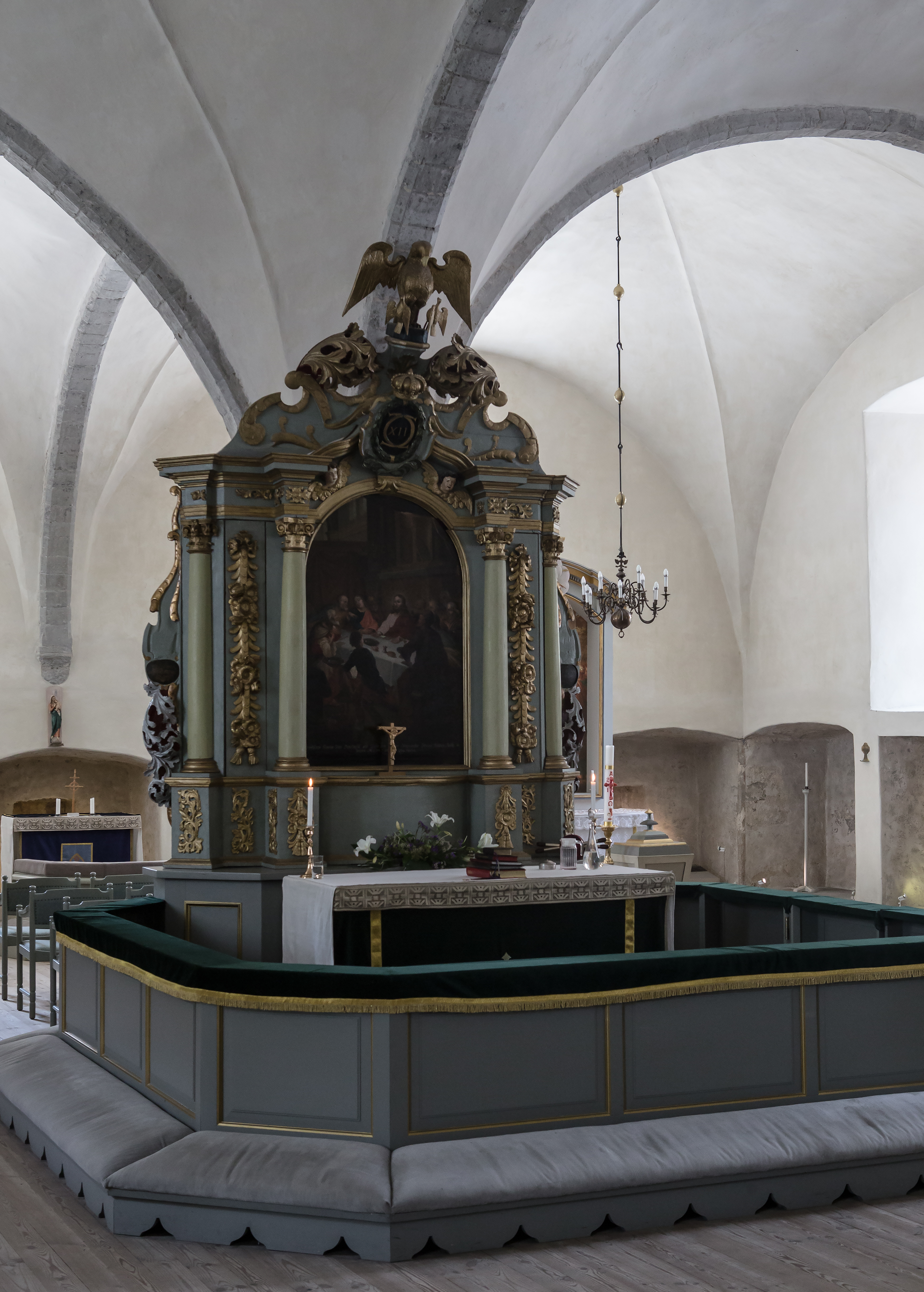
Koret.
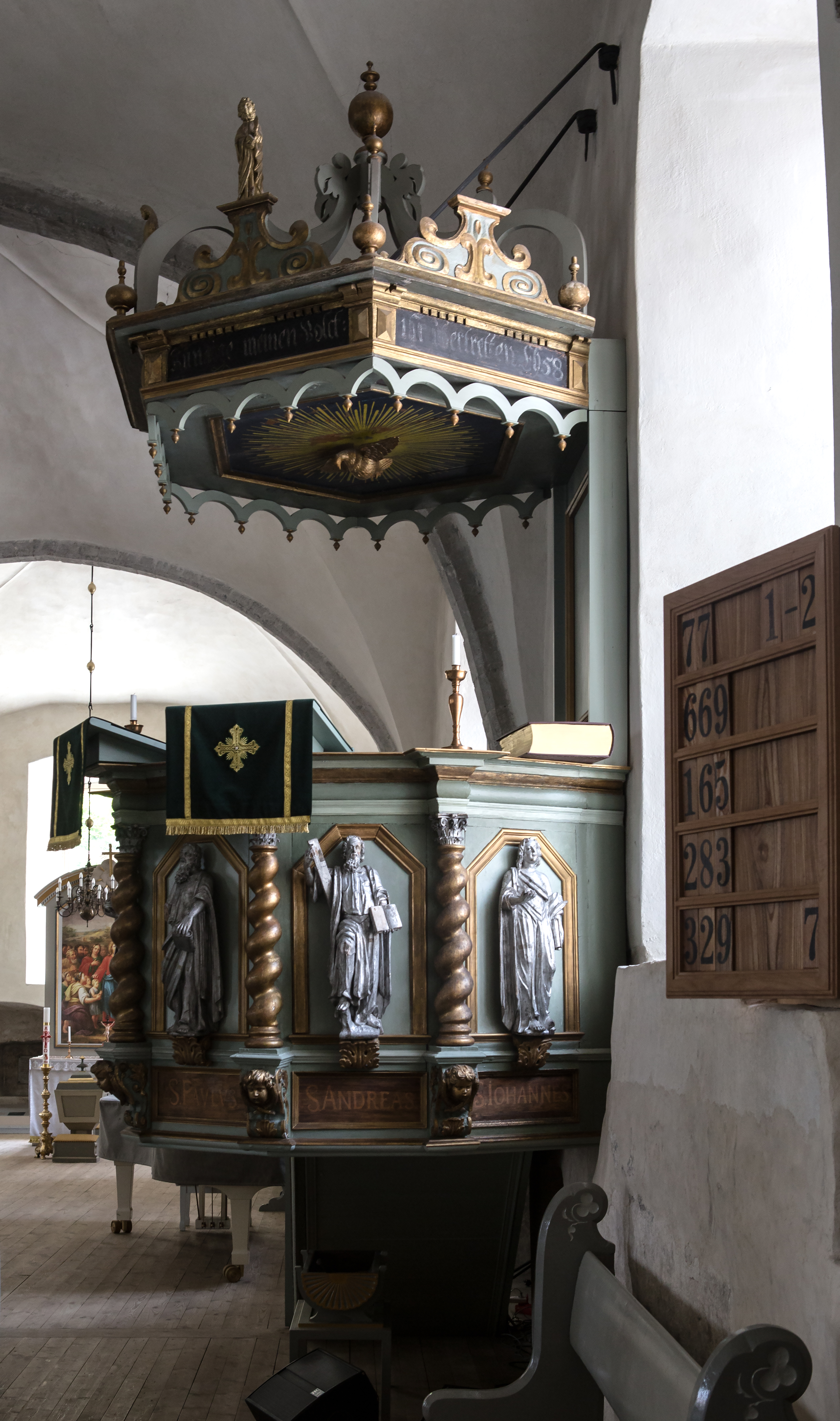
Predikstolen.